# Луцій Атілій Луск
Луцій Атілій Луск (лат. Lucius Atilius Luscus; V століття до н. е.) — політичний, державний і військовий діяч ранньої Римської республіки, військовий трибун з консульською владою 444 року до н. е.

## Життєпис
Походив з впливового плебейського роду Атіліїв. Про ранні роки та сім'ю практично немає  відомостей. 
У 444 році до н. е. через кризу консульської влади було запроваджено магістратуру військових трибунів з консульською владою. Луція Атіля було обрано серед перших таких трибунів разом з Авлом Семпронієм Атратіном та Тітом Клелієм Сікулом. Проте на цій посаді Луцій Атілій мало чого встиг зробити через визнання виборів недійсними внаслідок релігійних помилок у процесі обрання. 
Про подальшу долю Луція Атілія Луска відомостей не збереглося.